# 2017年香港社區盃
2017年香港社區盃是第 4 屆香港社區盃，由2016–17年香港超級聯賽冠軍傑志對陣2016–17年香港超級聯賽季後附加賽冠軍東方龍獅，賽事於2017年9月23日在旺角大球場上演。本屆賽事繼續獲得香港賽馬會贊助，冠名「2017 香港賽馬會社區盃」。
這次是傑志第 4 次出席香港社區盃，唯此前從未嘗試到奪冠，而東方龍獅則是衛冕球隊。

## 賽事背景
本項賽事是一項慈善賽，由香港賽馬會冠名贊助，賽事冠、亞軍分別可獲得 25 萬港元及 10 萬港元獎金，雙方均會自行選定受助團體，分別亦可獲得 10 萬港元及 5 萬港元捐款。傑志選定機構為基督教聯合醫院，而東方龍獅選定機構為博愛醫院。賽事當日，香港足球總會亦安排了於社區盃展開前加插了兩場賽事，分別是「2017賽馬會女子青少年社區盃」，由去屆「賽馬會女子青少年聯賽」冠軍車路士足球學校 對「賽馬會女子青少年聯賽足總盃」亞軍公民。與及一場表演賽由「桂神邀請隊」對「雷神邀請隊」，邀請了本地足球名宿與著名騎師參與其中。
當日三場賽事，同時亦為青少年體育記者培訓計一部分，為青少年記者提供一個實戰經驗。

## 賽前

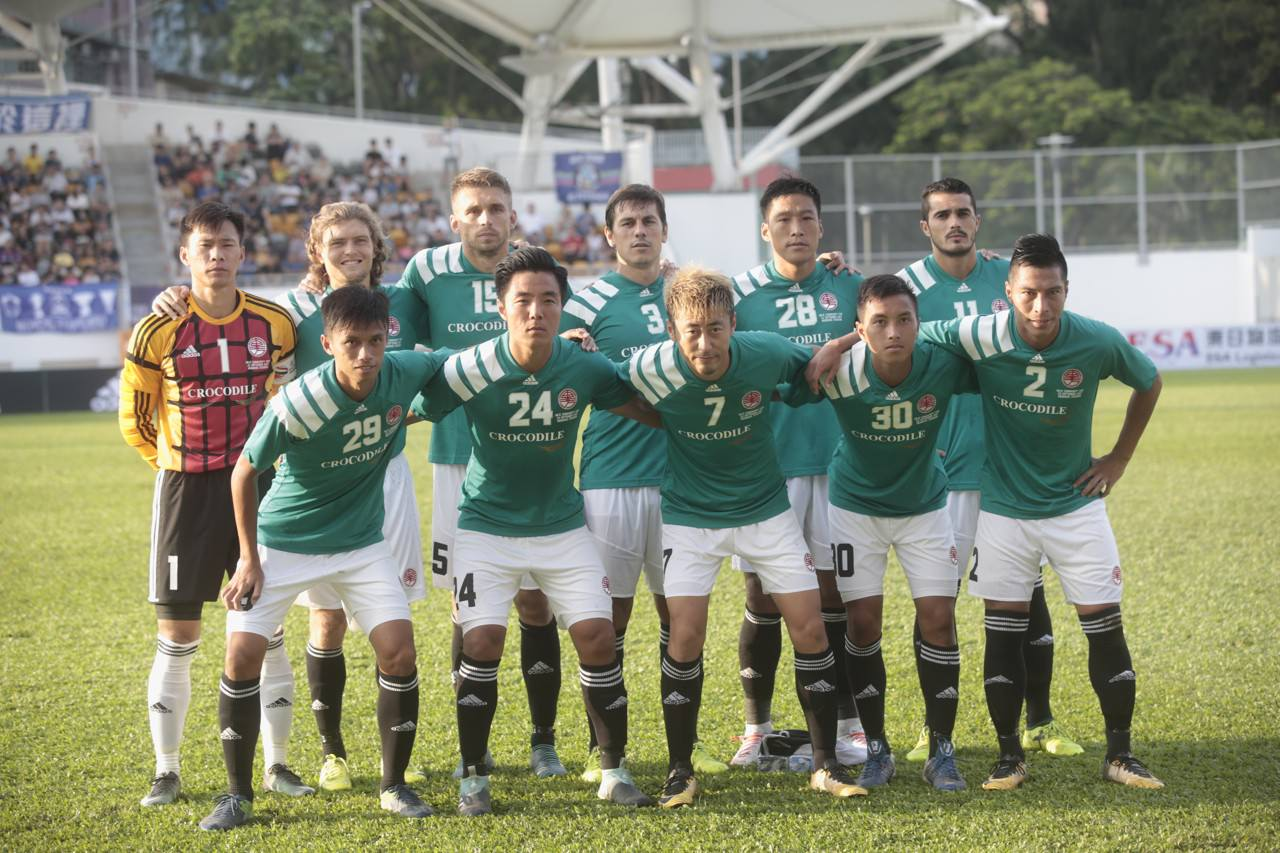
本場比賽東方龍獅穿上復刻版「東方王朝」年代主場的綠色球衣作賽

這次賽事為2017–18年球季首項錦標，於聯賽第三週完結後進行。賽前雙方於聯賽表現大相徑庭，傑志於聯賽以 2 勝 1 和保持不敗排名榜首，當中包括揭幕戰以 1–0 擊敗本場對手東方龍獅，也曾經以 7–0 大勝夢想FC，氣勢正盛。相反東方龍獅則聯賽三連敗排名聯賽榜尾二，先於揭幕戰不敵傑志，第二週於主場領先下被和富大埔反勝為敗，第三週則爆冷再敗於新軍理文腳下，吞下聯賽三連敗。雙方均希望力爭這項錦標，傑志力圖首奪香港社區盃冠軍。東方龍獅則期望憑這次賽事奪標，重振球隊士氣。另外，東方龍獅特意於今場賽事中，改穿九十年代「東方王朝」復刻版的主場綠色球衣作賽，以作為紀念「東方王朝」盛世25周年。

## 球賽

### 女子青少年社區盃

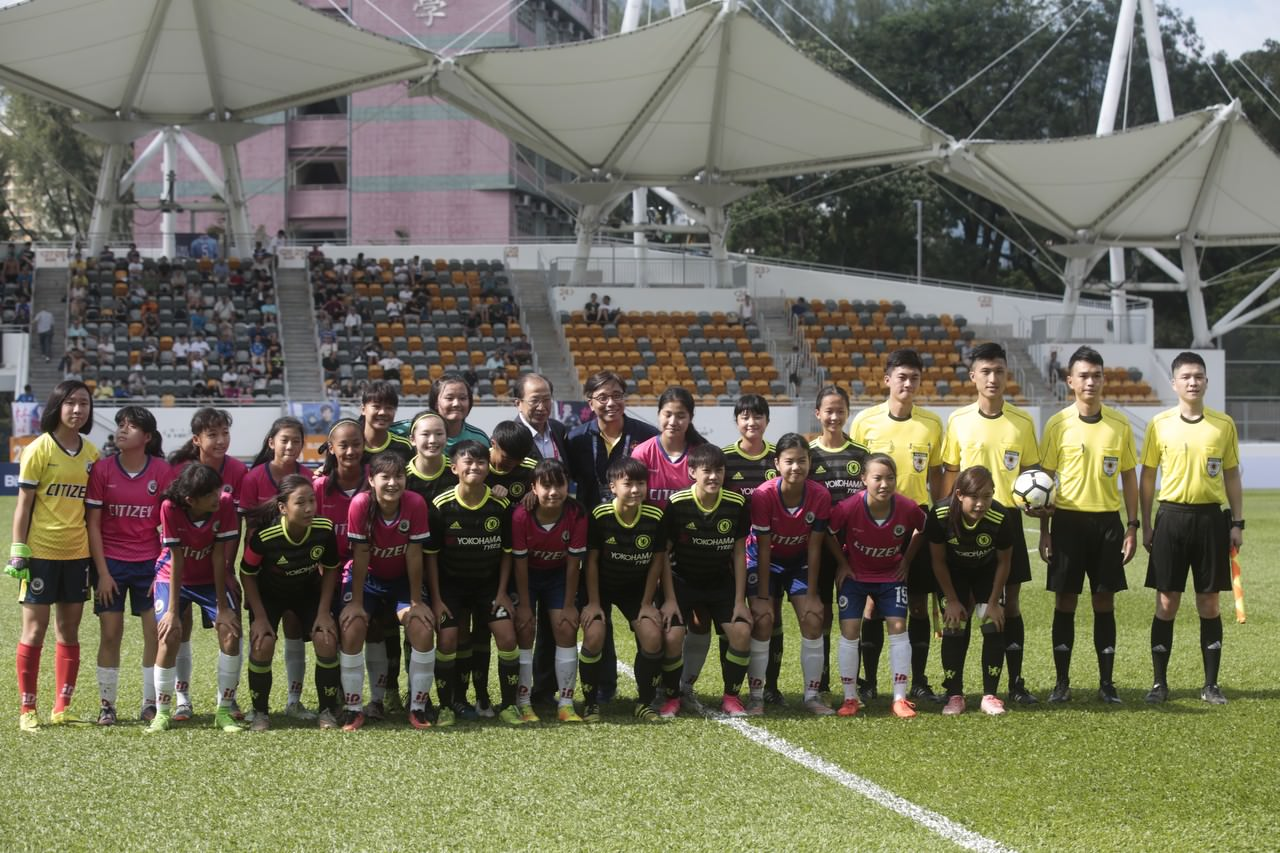
女子青少年社區盃雙方球員大合照

這場賽事由上屆「賽馬會女子青少年聯賽」冠軍車路士足球學校 對「賽馬會女子青少年聯賽足總盃」亞軍公民，球賽時間為 35 分鐘，法定時間內若果賽和，便會直接以五輪互射十二碼決勝。。兩隊於上季「賽馬會女子青少年聯賽」中三度交手，結果車路士足球學校錄得全勝，比數分別為 3–1、2–1 及 1–0。及後雙方再於「賽馬會女子青少年聯賽足總盃」決賽中相遇,這次公民於決定時間內成功守和車路士足球學校 0–0，惟最終於互射十二碼以 2–4 落敗，遺憾完結球季。
今場球賽中，公民甫開賽便以緊迫踢法壓制對手，首個攻勢於 29 秒便出現，只是未能轉化成入球。其後公民一直有最佳表現，並成功於 22 分鐘先開紀錄，年僅 12 歲的陳頌文於前場截得皮球後，扭過兩名敵衛射入，憑一己之力為公民領先。3 分鐘後，車路士足球學校憑石川伽琳於左路突破，乘敵軍門將出迎撲空施射，雖被敵衛護空門，但最後仍成功補射得手追平。結果雙方於法定 35 分鐘內賽和 1–1，車路士足球學校最終憑互射十二碼以 6–5 再度擊敗公民贏得冠軍。

### 表演賽

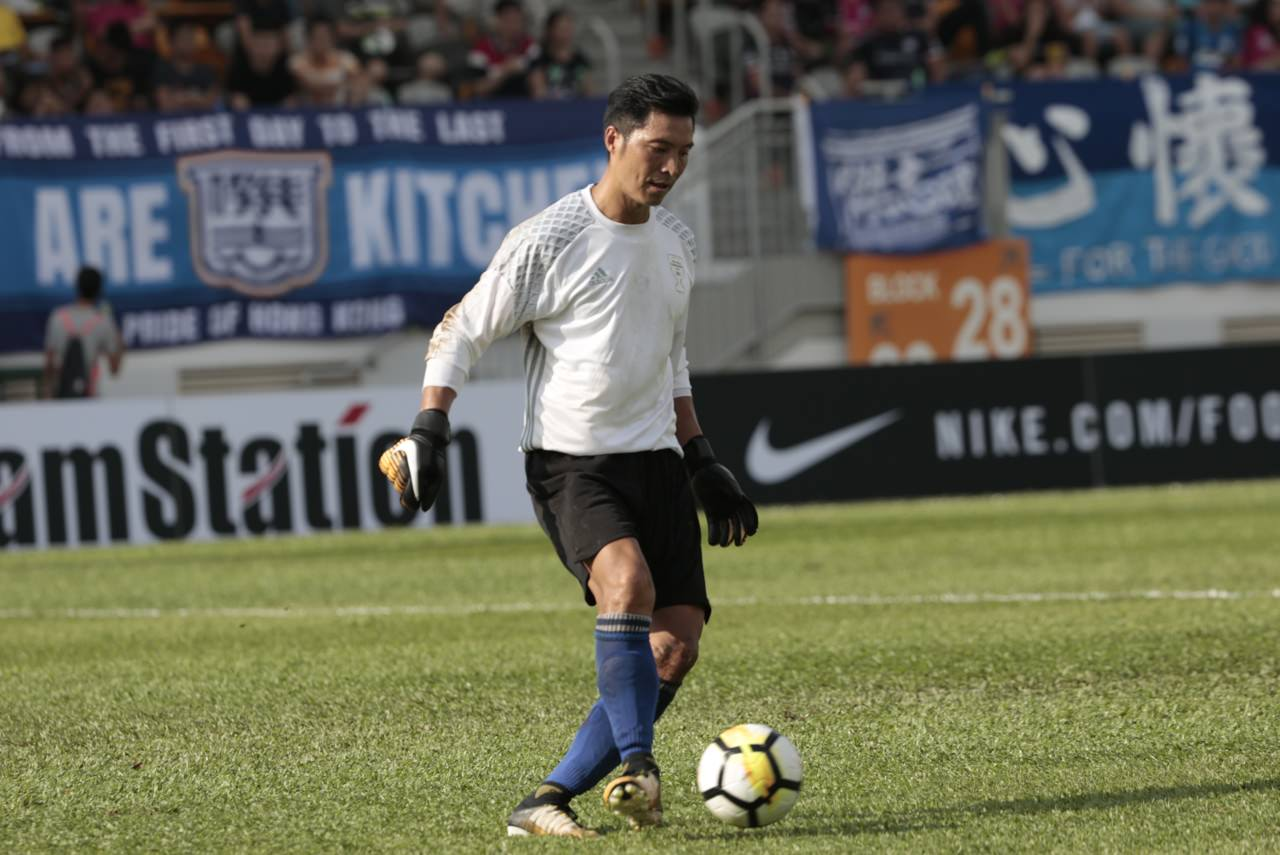
范俊業於表演賽中獻技

這場表演賽由一眾昔名本地球壇名將，如鍾楚維、陳發枝、李健和、范俊業、羅繼華、山度士、卓卓、陳志康等及著名騎師包括莫雷拉、潘頓、田泰安、史卓豐、巫顯東等參與角逐。球賽時間為 35 分鐘，若果賽和直接以三輪互射十二碼決勝。
雙方甫開賽很快便進入狀態，入球於早段便出現。1 分鐘，騎師郭能接應隊友長傳快射破網，為「桂神邀請隊」率先打開紀錄。4 分鐘後「雷神邀請隊」迅速追平，劉榮業接應隊友橫傳輕鬆射成。其後雙方均有不少攻勢，只是皆未能轉化成入球。結果雙方於法定 35 分鐘內賽和 1–1，需要以互射十二碼決出勝負，雙方於前三輪皆有 2 位球員射失，需要進入「即時死亡」制。結果於第 5 輪十二碼中，「雷神邀請隊」由田泰安操刀射入，而「桂神邀請隊」則有巫顯東射失，「雷神邀請隊」最終於互射十二碼中以 3–2 擊敗「桂神邀請隊」，贏得冠軍。

### 香港社區盃
這場賽事由2016–17年香港超級聯賽冠軍傑志對陣2016–17年香港超級聯賽季後附加賽冠軍東方龍獅。球賽時間為 90 分鐘，若果賽和直接以五輪互射十二碼決勝。
相比聯賽揭幕戰對碰，陣容上傑志選擇作出大幅輪換，而東方龍獅則精銳盡出。
| 2017年9月23日 17:30 |

| 傑志                    | 2 – 1 | 東方龍獅   |
| ----------------------- | ----- | ---------- |
| 艾力士 33' · 安基斯 63' | 報告  | 羅港威 53' |

| 旺角大球場 觀眾人數：3,486 ：譚炳煥 |

| 傑志 | 東方龍獅 |

| GK         | 23 | 郭劍橋     |       |     |
| CB         | 2  | 列斯奧     |       |     |
| CB         | 5  | 艾里奧     |       |     |
| CB         | 3  | 丹尼       |       |     |
| RM         | 12 | 盧均宜 (c) |       | 75' |
| CM         | 10 | 林嘉緯     | 50'   | 75' |
| CM         | 32 | 華杜斯     |       |     |
| LM         | 7  | 費蘭度     | 80'   |     |
| RF         | 8  | 安基斯     |       | 83' |
| CF         | 11 | 艾力士     |       |     |
| LF         | 15 | 辛祖       | 78'   |     |
| 後備球員： |    |            |       |     |
| GK         | 1  | 王振鵬     |       |     |
| FW         | 9  | 盧卡斯     |       |     |
| MF         | 19 | 黃洋       |       |     |
| MF         | 34 | 巴拉克     |       | 83' |
| MF         | 35 | 史雲斯頓   |       | 75' |
| FW         | 36 | 史譚       |       |     |
| FW         | 67 | 畢頓       | 90+4' | 75' |
| 主教練：   |    |            |       |     |
| 朱志光     |    |            |       |     |

| GK         | 1  | 葉鴻輝 (c) |       |     |
| CB         | 28 | 曹泰根     | 45+1' |     |
| CB         | 3  | 迪高       | 89'   |     |
| CB         | 2  | 李志豪     |       |     |
| RM         | 7  | 徐德帥     |       |     |
| CM         | 24 | 鞠盈智     |       | 76' |
| CM         | 4  | 梁振邦     |       | 70' |
| LM         | 30 | 黃梓浩     | 44'   |     |
| RF         | 11 | 勞高       | 26'   | 46' |
| CF         | 15 | 古高       |       |     |
| LF         | 23 | 麥基       |       |     |
| 後備球員： |    |            |       |     |
| GK         | 16 | 何國泉     |       |     |
| DF         | 4  | 白鶴       |       | 76' |
| DF         | 12 | 曾至孝     |       |     |
| MF         | 14 | 鄭璟昊     |       |     |
| MF         | 18 | 張健峰     |       |     |
| MF         | 19 | 羅港威     |       | 46' |
| DF         | 21 | 曾錦濤     | 90+6' | 70' |
| 主教練：   |    |            |       |     |
| 司徒文俊   |    |            |       |     |

| 賽事人員： - 助理裁判： - 周駿駿 - 羅銘亮 - 第四球證：廖國文 | 球賽規則 - 法定時間 90 分鐘 - 假若賽和，直接進入互射十二碼 - 有 7 名後備球員，3 個換人名額 |

## 總結

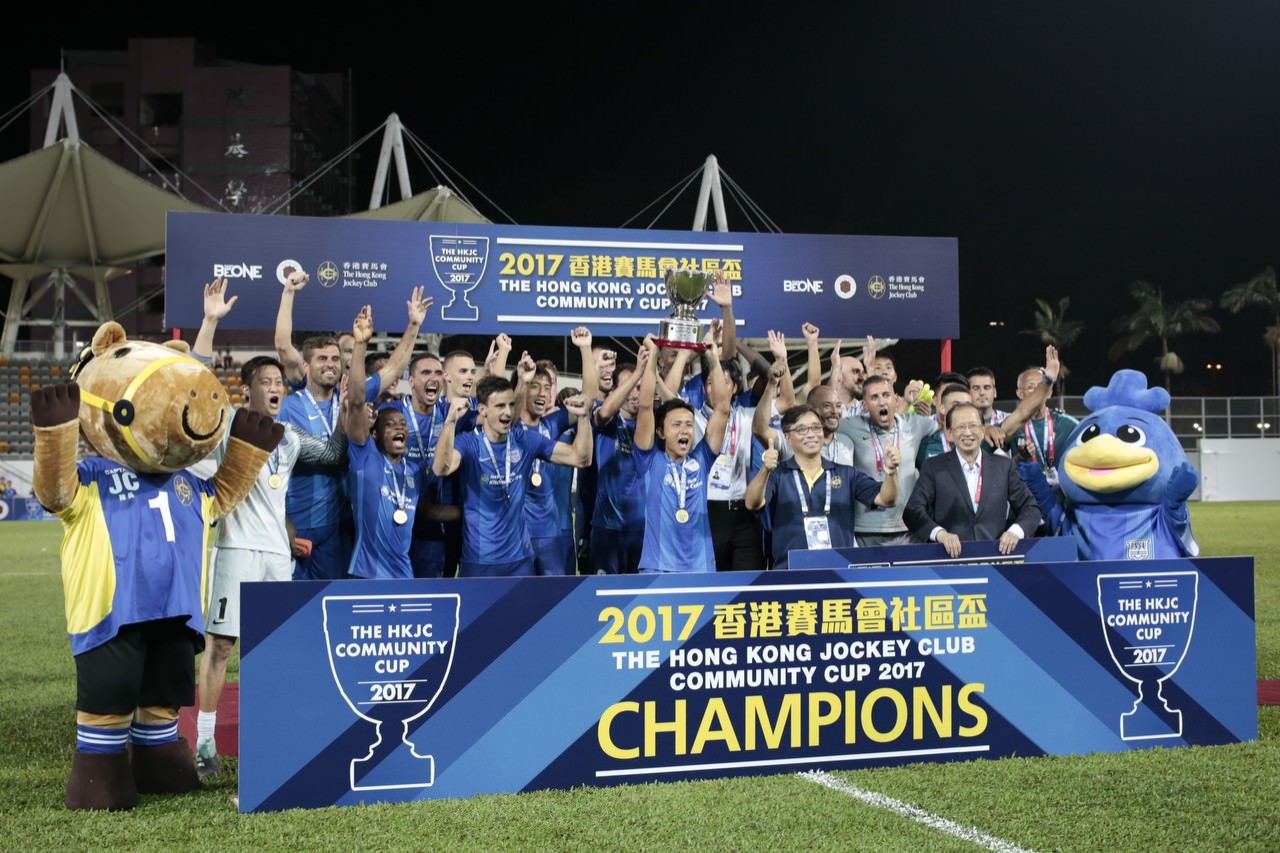
傑志慶祝奪得錦標

這日賽事一共吸引了 3,486 人入場觀賞，傑志以 2–1 擊敗東方龍獅，首奪冠軍。
球賽中，精銳盡出的東方龍獅面對陣容上大幅輪換的傑志依舊未能佔據上風。5 分鐘，林嘉緯接應安基斯右路橫傳，於禁區頂無人看管抽射，惟未能命中目標。26 分鐘，勞高於禁區邊踢跌費蘭度費而領黃牌，之後辛祖主射罰球則被葉鴻輝救出。32 分鐘，艾力士個人突破越過敵衛後橫傳予入楔禁區的辛祖，但辛祖乘着葉鴻輝出迎時的近射，被李志豪及時於門前解圍。及後的角球攻勢，由艾力士接應費蘭度左路開出角球近門頭槌建功。上半場補時階段，傑志於禁區頂再度得到罰球機會，這次由林嘉緯主射，被敵軍門將葉源輝僅僅撲到後中柱，未能擴大領先優勢，以 1 球差距完半場。
半場期間，東方龍獅教練作出調動，以新兵羅港威入替勞高，並見成效。53 分鐘，羅港威於左路妙射得手，協助東方龍獅追平比數，此時東方龍獅一度拾回氣勢。然而 10 分鐘後，傑志再憑串演右閘位置徐德帥的弱點進攻，成功由丹尼傳球至遠柱的安基斯射入，再度領先。及後時間賽事變得甚具火藥味，雙方球員多次發生口角，並被球證以黃牌警告。球賽末段，傑志換上三名小將巴拉克、史雲斯頓、畢頓上陣。最終，傑志維持以勝局至完場，首奪冠軍。而落敗的東方龍獅則陷入了低潮期，開季各項賽事四連敗。

## 外部連結
- 香港足球總會（页面存档备份，存于）
- 香港賽馬會（页面存档备份，存于）